# Durée d'utilité administrative
Pour les articles homonymes, voir DUA.

La durée d'utilité administrative ou DUA est la durée pendant laquelle les documents, données ou informations archivés doivent être conservés, en état d'être consultés et utilisés, soit par ceux qui les ont produits, soit par des services d'archives. 
Elle est fonction des obligations juridiques qui incombent aux producteurs ou détenteurs des archives (en particulier la prescription, extinctive ou acquisitive, fixée par la loi), mais aussi de leur besoin d'informations nécessaires à leurs activités. Elle s'exprime généralement en années et court soit à partir de la date des documents, soit à partir d'un événement particulier qui peut n'avoir aucun lien avec la création du document.
Pendant toute la DUA, la valeur probante des documents (c'est-à-dire leur capacité à servir de preuve lors d'une enquête, un procès, un audit...) doit être préservée par le système d'archivage. Cette valeur probante prend plusieurs formes : l'identification précise et la traçabilité du document, sa non-corruption, la lisibilité de ses signatures, etc.
Certains services d'archives établissent, de concert avec les producteurs des documents, des calendriers de conservation ou tableaux de tri qui indiquent, dès la constitution des dossiers, quelle doit être leur DUA, ainsi que leur sort final une fois écoulée cette DUA.